# Coffeeville (Mississipi)
Coffeeville és una població dels Estats Units a l'estat de Mississipi. Segons el cens del 2000 tenia 930 habitants.

## Demografia
Segons el cens del 2000, Coffeeville tenia 930 habitants, 401 habitatges, i 261 famílies. La densitat de població era de 163,2 habitants per km².
Dels 401 habitatges en un 25,7% hi vivien nens de menys de 18 anys, en un 38,4% hi vivien parelles casades, en un 21,9% dones solteres, i en un 34,9% no eren unitats familiars. En el 32,4% dels habitatges hi vivien persones soles el 20% de les quals corresponia a persones de 65 anys o més que vivien soles. El nombre mitjà de persones vivint en cada habitatge era de 2,32 i el nombre mitjà de persones que vivien en cada família era de 2,93.
Per edats la població es repartia de la següent manera: un 24,8% tenia menys de 18 anys, un 8,2% entre 18 i 24, un 23,3% entre 25 i 44, un 24,3% de 45 a 60 i un 19,4% 65 anys o més.
L'edat mediana era de 39 anys. Per cada 100 dones de 18 o més anys hi havia 68,8 homes.
La renda mediana per habitatge era de 24.712 $ i la renda mediana per família de 31.000 $. Els homes tenien una renda mediana de 25.592 $ mentre que les dones 20.294 $. La renda per capita de la població era de 13.758 $. Entorn del 23,1% de les famílies i el 28,5% de la població estaven per davall del llindar de pobresa.

## Poblacions més properes
El següent diagrama mostra les poblacions més properes.